# Люблінське воєводство (1474—1795)
Лю́блінське воєво́дство (лат. Palatinatus Lublinensis, пол. Województwo lubelskie) — адміністративно-територіальна одиниця Королівства Польського та Корони Польської в Речі Посполитій. Існувало в 1474—1795 роках. Створене на основі східних земель Сандомирського воєводства. Входило до складу Малопольської провінції. Належало до регіону Малопольща. Розташовувалося в західній частині Речі Посполитої, на сході Малопольщі. Головне місто — Люблін. Очолювалося люблінськими воєводами. Сеймик воєводства збирався у Любліні. Мало представництво із 2 сенаторів у Сенаті Речі Посполитої. Складалося з 3 повітів. Станом на 1791 рік площа воєводства становила 11 033,66 км². Населення в 1790 році нараховувало 186 482 осіб. Ліквідоване 1795 року під час третього поділу Речі Посполитої. Територія воєводства увійшла до складу краю Нова Галичина Австрійської монархії.

## Повіти
- Луківський повіт → Луків
- Люблінський повіт → Люблін
- Ужендовський повіт → Ужендов